# Ramón Salcido
Ramón Bojórquez Salcido (nacido el 6 de marzo de 1961, en Los Mochis, Sinaloa, México) es un asesino en masa convicto, y que a partir de 2017 se encuentra en el corredor de la muerte en la Prisión Estatal de San Quintín, en California.
Salcido fue condenado por los asesinatos de siete personas en 1989, seis mujeres de su familia y un varón supervisor en su lugar de trabajo, incluyendo a su esposa y dos de sus hijas: Sofía, de 4 años, y Teresa, de 22 meses. Una tercera hija, Carmina, de 3 años, permaneció tirada en un campo junto a los cuerpos de sus hermanas por 36 horas luego de que su padre le cortara la garganta; fue rescatada y posteriormente adoptada por una familia en Misuri. En 2009, Carmina Salcido escribió un libro, Not Lost Forever: My Story of Survival (lit. ‘No estoy perdida para siempre: mi historia de supervivencia’, en español), el cual trata sobre sus experiencias.
Las víctimas fueron asesinadas en las ciudades de Sonoma y Cotati. María, Marion y Ruth Richards fueron asesinadas en su casa en Lakewood Drive, en Cotati, mientras que Toovey y los familiares de Salcido fueron asesinados en Sonoma.

## Detalles
El 14 de abril de 1989, tras una noche de borrachera e inhalación de cocaína, Salcido llevó a sus hijas pequeñas hasta un vertedero, donde las degolló con un cuchillo de pesca, matando a Sofía y Teresa, pero Carmina sobrevivió. A continuación, condujo hasta Cotati, donde mató a su suegra a golpes y degolló a las dos hijas de doce y ocho años de esta. Después regresó a su casa en Boyes Hot Springs, donde le disparó mortalmente a su esposa, Ángela Salcido. Seguidamente, se dirigió a su lugar de trabajo, la bodega Grand Cru, donde mató a su compañero de trabajo, Tracey Toovey.
Por último, después de los asesinatos, Salcido huyó a México, vía Calexico, en dirección a su natal Los Mochis. No obstante, fue arrestado en Guasave, México, el 19 de abril de 1989. Al ser arrestado, Salcido le dijo a la policía que cometió los asesinatos porque sospechaba que su esposa estaba teniendo un amorío con su compañero de trabajo.

## Víctimas
- Ángela Salcido, de 24 años, esposa de Ramón Salcido
- Sofía Salcido, de 4 años, hija de Ángela y Ramón Salcido
- Carmina Salcido, de 3 años, hija de Ángela y Ramón Salcido (sobrevivió)
- Teresa Salcido, de 22 meses, hija de Ángela y Ramón Salcido
- Marion Louise Richards, de 47 años, madre de Ángela Salcido
- Ruth Richards, de 12 años, hija de Marion Richards
- María Richards, de 8 años, hija de Marion Richards
- Tracey Toovey, de 35 años,[10] enólogo en la bodega Grand Cru

## Juicio
El juicio de Salcido fue trasladado fuera del condado de Sonoma debido a la amplia cobertura periodística del caso. El 30 de octubre de 1990, un jurado declaró a Salcido culpable de seis cargos de asesinato en primer grado, un cargo de asesinato en segundo grado y dos cargos de intento de asesinato, siendo sentenciado el 16 de noviembre por un jurado con la pena de muerte. Marteen Miller, el abogado de Salcido, alegó que su cliente había estado bajo la influencia de la cocaína y el alcohol en el momento de los asesinatos. La defensa había solicitado un veredicto de asesinato en segundo grado u homicidio preterintencional bajo la circunstancia de que las drogas habían puesto a Salcido en un estado de depresión psicótica cuando comenzó su desenfreno.

## Medios de comunicación
Investigation Discovery abordó el caso de Ramón Salcido en la serie docudrama “Evil I”, en el episodio “Killer in the Sun” (lit. ‘Asesino en el sol’, en español), transmitido originalmente en 2012.
La serie de reportajes de investigación de la ABC 20/20 presenta entrevistas exclusivas con Carmina Salcido, en el episodio titulado “What Happened to Carmina” (lit. ‘Lo que le pasó a Carmina’, en español), transmitido originalmente en octubre de 2009.